# Formica ruficeps
Formica ruficeps är en myrart som beskrevs av Motschoulsky 1863. Formica ruficeps ingår i släktet Formica och familjen myror. Inga underarter finns listade i Catalogue of Life.